# Tōyō Seikan

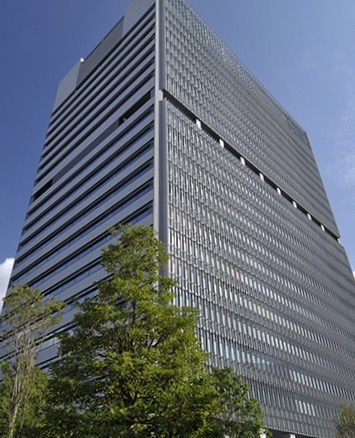
Tōyō Seikan Hauptverwaltung

Tōyō Seikan (japanisch 東洋製罐株式会社 Tōyō seikan kabushiki-gaisha, englisch Toyo Seikan Co., Ltd.) ist ein japanisches Unternehmen mit Sitz in Shinagawa, Tokio im Bereich der Herstellung von Konserven. Heute als „Toyo Seikan Group“ befasst sich das Unternehmen mit Verpackung ganz allgemein.

## Übersicht
Takasaki Tatsunosuke (1885–1964) reiste in die Vereinigten Staaten, um Konserventechnologie aus fortgeschrittenen Ländern zu erwerben. Er lernte, wie wichtig es ist, Konserven-Herstellung und Konserven-Gebrauch zu unterscheiden. Nach seiner Rückkehr nach Japan gründete Takasaki 1917 „Tōyō Seikan“ als Dosenherstellungsfabrik. Ab 1919 begann die vollautomatische Produktion.
1941 entstand das heutige „Tōyō Seikan“ durch eine Fusion von sieben Dosenherstellern. 1950 wurde das Otaru-Werk (樽工場) gemäß dem „Gesetz zur Beseitigung übermäßiger Konzentration wirtschaftlicher Macht“ (過度経済力集中排除法, Kado keizairyoku shūchū haijo-hō) ausgegliedert und „Hokkai Seikan“ (北海製罐) gegründet. Während der wachstumsstarken Zeit stieg das Unternehmen in die Produktion von Kunststoffbehältern ein und arbeitete auch an der Herstellung von Aluminiumdosen und Getränkebehältern, wandelte sich so zu einem umfassenden Behälterhersteller. Das Unternehmen bietet auch technische Unterstützung für überseeische Länder wie Südostasien an. Man entwickelte kleiner wieder verschließbare Dosen, die bei hoher Temperatur und hohem Druck sterilisiert werden können, sie sind bereits im Handel. 
Der Hauptsitz des Unternehmens befindet sich in Tokio, Fabriken gibt es in Kawasaki, Osaka und an anderen Orten. Im Jahr 2011 betrug das Kapital 11 Milliarden Yen. Der Umsatz setzte sich in dem Jahr wie folgt zusammen: 86 % im Zusammenhang mit Verpackungsbehältern, 8 % im Zusammenhang mit Stahlblechen, 4 % im Zusammenhang mit Funktionsmaterialien und 2 % im Zusammenhang mit anderen. Die Auslandsverkaufsquote beträgt 2 %.